# 中條政恒

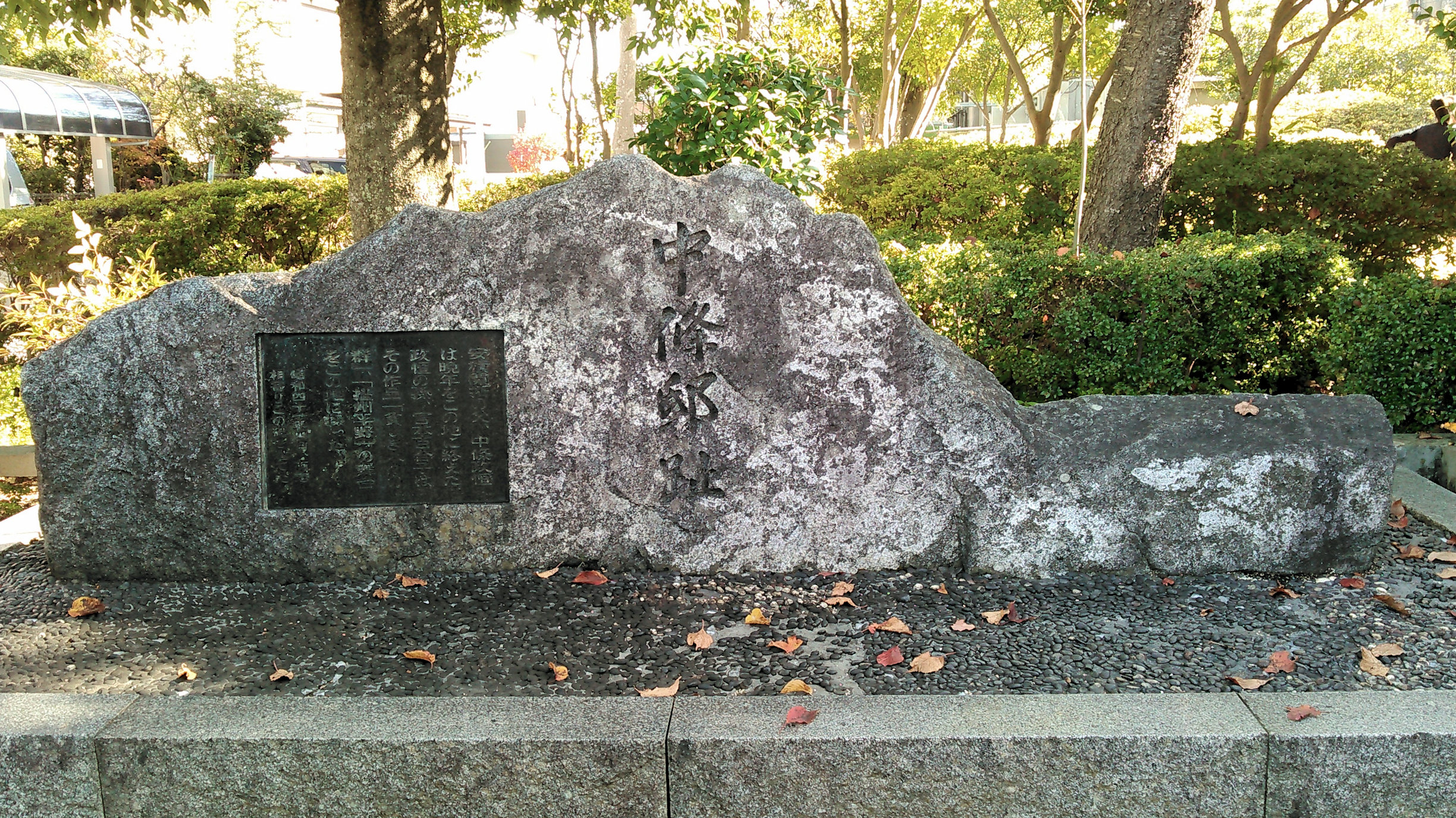
中條政恒邸跡

中條 政恒（なかじょう まさつね、旧字体：中條 政恆、天保12年3月8日（1841年4月28日） - 明治33年（1900年）4月14日）は幕末の武士（米沢藩士）、開拓事業者。福島県安積郡桑野村（現・郡山市）の原野の開墾に尽力し、郡山開成社の発起人として「安積開拓の父」と呼ばれた。
幼名は与七郎、号は開成山人、磐山。中條政済の長男。建築家・工学士の中條（ちゅうじょう）精一郎の父。作家・宮本百合子の祖父。

## 人物

### 武家人として
米沢藩与板組（直江兼続の与板城以来の直参）の用人・上与惣兵衛政済(かみ・よそうべえ・まさなり)の長男として南置賜郡米沢舘山口町(現・山形県米沢市)に生まれる。８歳で興譲館に学んだのち、父に従い江戸に上り、12才で古藤伝之丞とともに上杉茂憲の学友に選ばれる。元治元年（1864年）、藩の勤学生として古賀塾（古賀謹一郎私塾）に学んだ。
帰郷後米沢で教師にならなくてはいけないという勤学生の義務の廃止を藩に建議し、幽居（謹慎処分）となるが、慶応2年（1866）8月、江戸勤番を命じられ林学斎の塾に入る。青雲の志で東北地方に関し研究し、一時期は蝦夷地（北海道）にも足を運び、開拓の可能性を検討した。

### 明治維新後

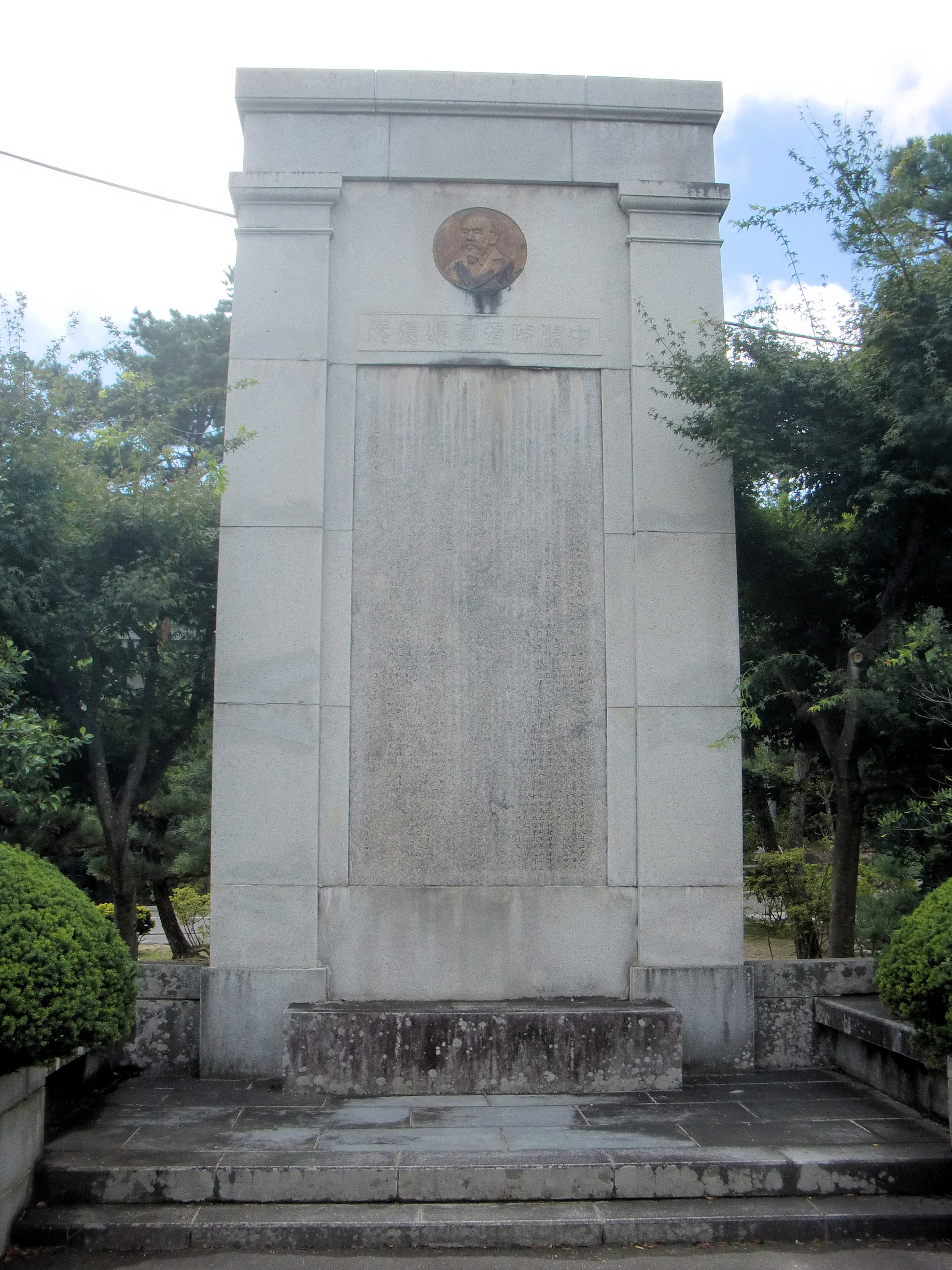
開成山大神宮 中條政恒 頌徳碑

明治維新後、1871年に置賜県吏として出仕し、1872年、姓を「中條」と改め、福島県典事となる。福島県安積開拓に従事、現地総責任者として働く。安積開拓は疏水の完成で終了するが、それを見ずに島根県に転じ、1881年に太政官小書記官となる。
1890年、脳梗塞を発病し官を辞し、東京九段下に居を構えた。私塾を開き、長男の中條精一郎や、後藤新平、伊東忠太らを指導した。1897年、安積開拓地の人々に請われ、一家をあげ郡山町南町（現、郡山市開成2丁目の開成緑地北緯37度23分42.5秒 東経140度21分21秒）に移住、1900年に没する。墓所は、郡山市開成の道因寺、開拓者墓地内。死後に開成山大神宮に頌徳碑が建立された。

## 著書・伝記
1884年、『開成録』および『巡視余禄』を著わす。1892年、『杞憂草』を著わす。1896年、『追遠考』および『重修 中條系譜』成る。
孫の百合子（のちの宮本百合子）が1916年、デビュー作『貧しき人々の群』で開拓者である祖父や桑野村移住者の惨状を描く。

## 栄典
位階
- 1885年（明治18年）2月6日 - 正六位[7]
- 1892年（明治25年）1月20日 - 従五位[8]

勲章
- 1885年（明治18年）11月19日 - 勲六等単光旭日章[9]